# Alicja Karłowska-Kamzowa
Alicja Karłowska-Kamzowa (ur. 6 kwietnia 1935 w Piaskach, zm. 24 listopada 1999 w Poznaniu) – profesor, historyk sztuki, mediewista. 

## Życiorys
Urodziła się w rodzinie ziemiańskiej o silnych tradycjach patriotycznych jako córka Tadeusza Karłowskiego, administratora miejscowego majątku, absolwenta studiów rolniczych w Berlinie, powstańca wielkopolskiego oraz Janiny z Bartoszewiczów
herbu Pomian. Po wczesnej utracie rodziców od 1938 była wychowywana w Poznaniu przez siostrę ojca Gabrielę Karłowską docent nauk chemicznych. Maturę zdała w 1952 w Liceum im. Klaudyny Potockiej w Poznaniu. Studia historii sztuki na Uniwersytecie Poznańskim ukończyła w 1956 i rozpoczęła pracę w Zakładzie, następnie Katedrze i Instytucie Historii Sztuki UAM. Pracę magisterską pisała pod kierunkiem ks. prof. Szczęsnego Dettloffa na temat poliptyku fromborskiego i późnogotyckiej plastyki toruńskiej. W 1961 obroniła dysertację doktorską poświęconą gotyckim malowidłom ściennym na Śląsku, pisaną pod kierunkiem prof. Zdzisława Kępińskiego, rozprawę habilitacyjną opublikowała w 1970. Pozostawała na stanowisku docenta, gdyż profesura została zatwierdzona – z powodu politycznego sprzeciwu ze strony PZPR – dopiero w 1989 (od 1992 profesor zwyczajny).
Zajmowała się badaniami średniowiecznej sztuki polskiej, szczególnie malarstwa ściennego i malarstwa miniaturowego (ze szczególnym uwzględnieniem Wielkopolski, Śląska i Pomorza Wschodniego) (m.in. opublikowała katalog pionierskiej wystawy rękopisów iluminowanych w Muzeum Początków Państwa Polskiego w Gnieźnie, 1993). Interesował ją problem średniowiecznych fundacji artystycznych i ikonografia św. Jadwigi Śląskiej, św. Stanisława Biskupa i św. Wojciecha (opracowała katalog wystawy o św. Wojciechu w Muzeum Archidiecezji Gnieźnieńskiej, 1997). Zajmowała się włoską ikonografią kręgu franciszkańskiego, średniowiecznymi freskami serbskimi, obrazem Matki Boskiej Częstochowskiej, brązowymi płytami nagrobnymi z okresu gotyku, twórczością Wita Stosza i Hieronima Boscha. Szereg prac i działań poświęciła problematyce przestrzeni historycznej i ochronie dziedzictwa kulturowego, wprowadzając pojęcie przestrzeni historyczno-kulturowej do planowania przestrzennego. Wiele opracowań dotyczy szeroko pojętej problematyki wielkopolskiej. Była autorką, współautorką i redaktorką ponad 300 prac naukowych, publikowanych w kraju i zagranicą, m.in. w Czechach i Niemczech. Do ważniejszych opracowań książkowych opublikowanych indywidualnie należą: Fundacje artystyczne księcia Ludwika I brzeskiego. Studia nad rozwojem świadomości historycznej na Śląsku XIV-XVIII w. (1970 – rozprawa habilitacyjna), Malarstwo śląskie 1250-1450 (1979), Malarstwo gotyckie Europy Środkowowschodniej. Zagadnienie odrębności regionu (1982), Sztuka Piastów Śląskich w średniowieczu. Znaczenie fundacji książęcych w dziejach sztuki gotyckiej na Śląsku (1991), Społeczeństwo średniowieczne na szachownicy życia. Jakuba de Cessolis Traktat o obyczajach i powinnościach szlachty na podstawie gry w szachy (2000). Ostatnie teksty zostały opublikowane w zbiorowej syntezie Malarstwo gotyckie w Polsce w 2004 r. Wiele publikacji ogłosiła jako współautorka, choć zwykle była inspiratorką ich powstania, przykładowo: Gotyckie malarstwo ścienne w Polsce (1984), Malarstwo gotyckie na Pomorzu Wschodnim (1990), Gotyckie spiżowe płyty nagrobne w Polsce. Studia o formie i treściach ideowych (1997). Nie stroniła od publikowania opracowań o charakterze popularnonaukowym – np. poświęconej bazylice trzebnickiej (1973), gotyckim malowidłom ściennym Opolszczyzny (1976), czy farze kościańskiej (1989). Interesowała się figurą Madonny z XV wieku, którą w Sianowie w 1966 r. ukoronowano na „Królową Kaszub”. Publikacje zamieszczała tak w renomowanych periodykach naukowych, jak i w pismach regionalnych. 
Życzliwa ludziom, niezwykle pracowita i energiczna, była promotorem wielu prac magisterskich i kilkunastu doktorskich, z zapałem prowadziła studenckie objazdy terenowe. W 1980 zapoczątkowała interdyscyplinarne seminaria młodych mediewistów z kraju i zagranicy, odbywające się co roku pod patronatem PTPN w Poznaniu i dbała o sprawną publikację materiałów konferencyjnych. Dziś spotkania te noszą jej imię. Jakiś czas równolegle prowadziła zajęcia dydaktyczne na Uniwersytecie Wrocławskim. Współpracowała z Instytutem Studiów Regionalnych Uniwersytetu Warszawskiego. Pełniła funkcje kierownika Zakładu Historii Sztuki Średniowiecznej (od 1974) i wicedyrektora Instytutu Historii Sztuki, Prodziekana Wydziału Filozoficzno-Historycznego (1972-1975) oraz dziekana Wydziału Historycznego UAM (1981-1984). Była zaangażowana w działalność społeczną, m.in. w działania Solidarności, zarówno w latach 1980-1981, jak w czasie stanu wojennego i później. Jako jedna z nielicznych wśród pracowników naukowych czynnie wspierała uczestników strajku studenckiego w 1988, nie bacząc na grożące konsekwencje. W 1989 została przewodniczącą uniwersyteckiego Komitetu Obywatelskiego.
Była aktywna w Poznańskim Towarzystwie Przyjaciół Nauk (do którego założycieli należał w 1857 jej pradziad, sędzia Antoni Studniarski), gdzie od 1978 kolejno była przewodniczącą Komisji Historii Sztuki, przewodniczącą Wydziału Nauk o Sztuce, sekretarzem generalnym, od 1990 wiceprezesem i od 1996 prezesem. Była ponadto członkiem Zespołu Nauk Humanistycznych oraz wiceprzewodniczącą opiniodawczo-doradczego Zespołu ds. Upowszechniania Nauki i Informacji Naukowej Komitetu Badań Naukowych, rady programowej Kasy Mianowskiego i Rady Ochrony Zabytków Ministra Kultury i Sztuki. Reprezentując zdecydowany i świadomy światopogląd katolicki (spokrewniona z bł. Marią Karłowską), jednocześnie była tolerancyjna dla odmiennych przekonań. Za swoją działalność została odznaczona m.in. Krzyżem Kawalerskim Orderu Odrodzenia Polski, Medalem Komisji Edukacji Narodowej i  wielkopolskim medalem regionalnym „Ad Perpetuam Rei Memoriam”.
2 grudnia 1999 została pochowana obok męża Tadeusza Kamzy (lekarz) na Cmentarzu Sołackim przy ul. Lutyckiej w Poznaniu. Stowarzyszenie Historyków Sztuki zadedykowało jej pamięci materiały sesji naukowej w listopadzie 2000 Polska na przełomie I i II tysiąclecia (Poznań 2001).

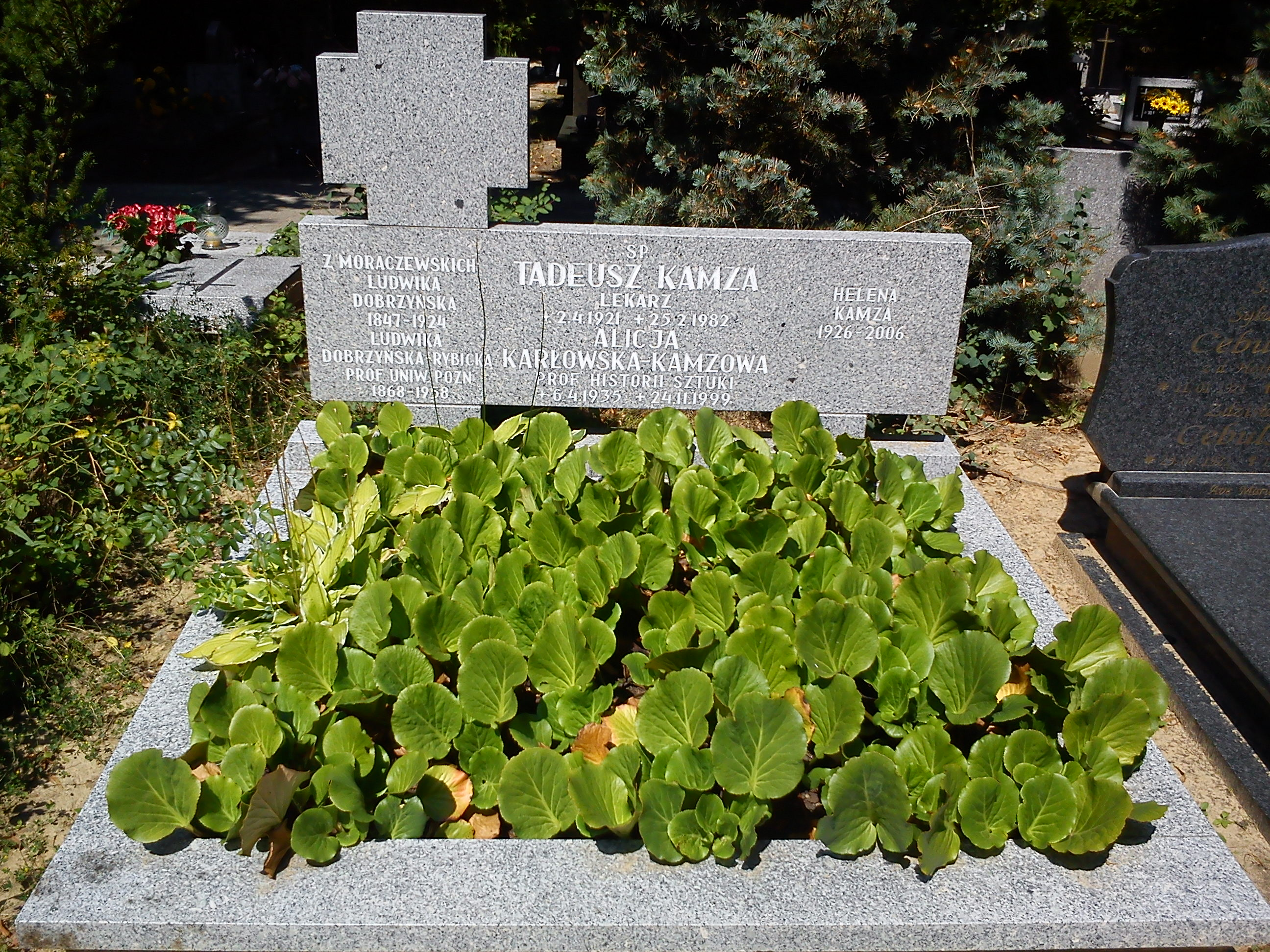
Grób na cmentarzu św. Jana Vianneya. Spoczywa w nim również Ludwika Dobrzyńska-Rybicka

## Wypromowane przewody doktorskie
- Roman Ciecholewski, Treści i funkcje pomorskich Madonn szafkowych, 1978
- Jerzy Domasłowski, Gotyckie malowidła ścienne na Pomorzu Wschodnim, 1980
- Piotr Maniurka, Święta Anna Samotrzeć w gotyckiej rzeźbie śląskiej, 1980
- Jacek Witkowski, Kultura rycersko-dworska na Śląsku w dziełach sztuk plastycznych XIII - pocz. XVI wieku, 1993
- Iwona Błaszczyk, Ikonografia i ewolucja ideowa motywu drzewa w gotyckiej sztuce ziem polskich, 1995
- Aleksander Jankowski, Późnogotyckie malarstwo ścienne na Śląsku, 1995
- Natalia Czekalska, Pontyfikał kamieniecki. Miniatury kodeksu, 1997
- Liliana Krantz-Domasłowska, Architektura gotyckiej katedry w Kwidzynie, 1997
- Andrzej Woziński, Późnogotycka rzeźba drewniana na Pomorzu Wschodnim, 1997